# Henri Freycinet Harbour
Koordinaten: 26° 20′ S, 113° 40′ O
Der Henri Freycinet Harbour liegt in Western Australia, Australien, am Indischen Ozean in der Shark Bay. Diese Bucht liegt im Gebiet des Shark Bay Marine Park.
Geformt wird diese Bucht von Halbinseln, von den nahezu parallel nebeneinander liegenden Carrarang Peninsula und Peron Peninsula. Die Bucht ist nach dem Franzosen Louis Henri de Saulces de Freycinet benannt, der später Gouverneur von Réunion wurde. Freycinet nahm an der australischen Baudin-Expedition teil, die von Nicolas Baudin von 1801 bis 1803 geführt wurde.
An der Bucht liegen die Siedlungen Nanga, Tamala und Carrang. Sie ist mit größeren Schiffen nicht befahrbar.